# Блажків Володимир Зіновійович
Володимир Зіновійович Блажків (15 жовтня 1973, м. Тернопіль — 13 серпня 2022, Запорізька область) — український військовослужбовець, старший солдат Збройних сил України, учасник російсько-української війни. Почесний громадянин міста Тернополя (2022, посмертно).

## Життєпис
Володимир Блажків народився 15 жовтня 1973 року у місті Тернополі.
Навчався у Тернопільській загальноосвітній школі-медичному ліцеї № 15, закінчив Технікум радіоелектронних приладів (1992). 
24 лютого пішов записуватись в лави добровольців захищати Україну. 26 лютого 2022 року був мобілізований. Місяць перебував у лавах ТрО, а від 20 квітня того ж року увійшов до складу бригади. Служив старшим стрільцем 3-го стрілецького відділення 2-го стрілецького взводу 1-ї стрілецької роти. Загинув 13 серпня 2022 року у Запорізькій області внаслідок танкового обстрілу.
15 серпня повинен був приїхати додому, де на нього чекала вся родина ,сестра ,дружина і дві доньки. Він як і обіцяв, повернувся,але нажаль вже назавжди. 

Похований 16 серпня 2022 року у родинному місті.

## Нагороди
- почесний громадянин міста Тернополя (22 серпня 2022, посмертно)[1][2].

## Військові звання
- старший солдат.